# Macrosamanea prancei
Macrosamanea prancei är en ärtväxtart som först beskrevs av Rupert Charles Barneby, och fick sitt nu gällande namn av Rupert Charles Barneby och James Walter Grimes. Macrosamanea prancei ingår i släktet Macrosamanea och familjen ärtväxter. IUCN kategoriserar arten globalt som sårbar. Inga underarter finns listade i Catalogue of Life.